# BACnet

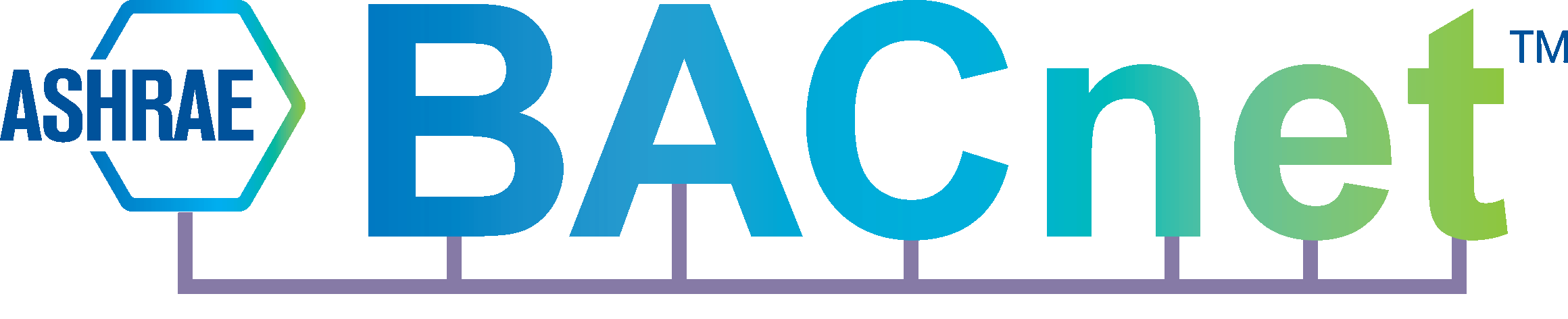
El logotip estàndard

BACnet (Building Automation and Control Networks) és un protocol de xarxa per a l'automatització d'edificis. Està estandarditzat per ASHRAE, ANSI i com a ISO 16484-5. Per a una comunicació interoperable i interdisciplinària, hi ha passarel·les que acoblen els participants de la comunicació del costat de BACnet amb altres sistemes i protocols de bus de camp (per exemple, DALI, KNX o LON).

## Desenvolupament
BACnet es va desenvolupar i s'està desenvolupant sota els auspicis de la Societat Americana d'Enginyers de Calefacció, Refrigeració i Aire Condicionat (ASHRAE). El desenvolupament va començar el juny de 1987 per proporcionar un estàndard uniforme i neutral per a l'empresa per a la comunicació de dades en i amb els sistemes d'automatització d'edificis. BACnet es va convertir en l'estàndard ANSI /ASHRAE 135 el 1995. El gener de 2003, BACnet es va convertir en la norma ISO 16484-5.

## Concepte
BACnet garanteix la interoperabilitat entre dispositius de diferents fabricants si tots els socis implicats en el projecte estan d'acord en determinats BIBB definits per l'estàndard. Un BIBB (BACnet Interoperability Building Block) defineix quins serveis i procediments s'han de donar suport al servidor i al client per tal d'implementar un requisit específic del sistema. El document PICS (Protocol Implementation Conformance Statement) associat a un dispositiu enumera tots els BIBB, tipus d'objectes, jocs de caràcters i opcions de comunicació compatibles.

## Descripció
L'estàndard defineix un conjunt de serveis que s'utilitzen per a la comunicació entre dispositius d'automatització d'edificis. Aquests serveis es divideixen en diferents grups:
- compartir dades,
- processament d'alarmes i esdeveniments,
- canvis de valor de processament,
- Gestió de dispositius i xarxes, etc.

L'estàndard defineix més de 60 tipus d'objectes diferents, incloent:
- Dispositiu
- Entrada analògica (entrada analògica), entrada digital (entrada binària), entrada multietapa (entrada multiestatal)
- Sortida analògica (sortida analògica), sortida digital (sortida binària), sortida multietapa (sortida multiestatal)
- Valor analògic (valor analògic), valor digital (valor binari), valor multiestatal (valor multiestatal)
- Notificació (classe de notificació), detecció d'esdeveniments (inscripció d'esdeveniments), esdeveniments sense estat (inscripció d'alertes), reenviament d'esdeveniments (desenviador de notificacions)
- Enregistrament de tendències (Registre de tendències, registre de tendències múltiple),
- Calendari (Calendari),
- Horari (Horari),
- altres: entrada de comptador (acumulador), programa (programa), controlador (bucle), etc.

BACnet defineix una comunicació consolidada de 4 capes que ofereix les següents alternatives per a les capes 1 i 2:
- PTP (punt a punt) mitjançant RS-232, velocitat de dades de 9,6 kbit/s a 56,0 kbit/s
- MS/TP (Multidrop Serial Bus/Twisted Pair) sobre RS-485 en cables de parell trenat de 9,6 kbit/s a 115.200 kbit/s (tal com es canvia el nom a l'annex ce a l'estàndard ANSI/ASHRAE 135-2020)
- ARCNET (ATA 878.1)
- Ethernet (ISO 8802-3)
- BACnet/IP
- BACnet/IPv6
- BACnet/SC (Connexió segura, mitjançant WebSockets segurs per TLS, IETF RFC 6455)
- LonTalk (ANSI/EIA709.1, ISO/IEC 14908.1)
- ZigBee

Aquí teniu un exemple del model OSI de BACnet/IP:
- Capa d'aplicació BACnet (Capa 7, aplicació)
- Capa de xarxa BACnet (Capa 6, 5, 4, 3, commutació)
- BACnet Virtual MAC Layer (VMAC) (capa 2, seguretat, per a adreces MAC de BACnet amb més de 6 Byte: ZigBee, IPv6, BACnet/SC)
- BACnet Virtual Link Layer (BVLL) (capa 2, 1, seguretat i transmissió física)

L'estàndard es pot obtenir a ASHRAE. Les addenda a l'estàndard actual es poden descarregar des del lloc web d'ASHRAE. Al web de BACnet Interest Group Europe hi ha textos introductoris i més informació sobre la norma, definicions de termes, ajuda per a la licitació, etc.